# Episodi di Naruto: Shippuden (dodicesima stagione)
La Saga del controllo dell’Enneacoda e dell'incontro del destino (九尾掌握と因果なる邂逅の章?, Kyūbi shōaku to inganaru kaikō no shō) costituisce la dodicesima stagione della serie televisiva anime Naruto: Shippuden ed è composta dagli episodi che vanno dal 243 al 275. La regia è di Hayato Date ed è prodotta da TV Tokyo e Pierrot. Gli episodi, tratti dal manga di Masashi Kishimoto Naruto, sono incentrati sull'allenamento di Naruto sull'isola-tartaruga per controllare il Demone Volpe a Nove Code, aiutato da Killer Bee, e sulla quarta grande guerra dei ninja. Durante questa stagione sono state inoltre trasmesse la Saga speciale - La nascita di Naruto (特別編〜ナルト誕生?, Tokubetsu hen - Naruto tanjō) (episodi 248-249) e la Saga speciale - I due del destino (疾風伝 特別編 宿命の二人?, Tokubetsu hen - Shukumei no futari) (episodi 257-260).
La dodicesima stagione è stata trasmessa in Giappone dal 5 gennaio al 16 agosto 2012 su TV Tokyo. In Italia, la stagione è andata in onda su Italia 1 dal 20 maggio al 20 dicembre 2013. È stata ritrasmessa integralmente dal 20 aprile al 10 maggio 2015 su Italia 2.
La stagione adotta due sigle di apertura: Newsong dei Tacica (episodi 243-256) e Totsugeki Rock dei The Cro-Magnons (episodi 257-275), e tre sigle di chiusura: By My Side degli Hemenway (episodi 243-256), Cascade degli Unlimits (episodi 257-268) e Kono koe karashite feat. CHEHON di AISHA (episodi 269-275).

## Lista episodi
| Nº  | Titolo italiano Giapponese 「Kanji」 - Rōmaji | In onda          | In onda          |
| Nº  | Titolo italiano Giapponese 「Kanji」 - Rōmaji | Giapponese       | Italiano         |
| 243 | L'isola paradisiaca 「上陸! 楽園の島?」 - Jōriku! Rakuen no shima? | 5 gennaio 2012   | 20 maggio 2013   |
| 243 | Naruto e le sue guardie del corpo raggiungono l'isola della Nuvola che si dimostra essere tutt'altro che un paradiso. I ninja della Foglia vengono attaccati, improvvisamente, da un calamaro gigante che viene sconfitto da Killer Bee. Naruto scopre che Bee è la forza portante dell'Ottocode e che ha il pieno controllo nonostante sia uno dei cercoteri più forti, quindi, gli chiede di allenarlo per controllare il Kyuubi, ma senza successo poiché stranamente Bee sembra diffidente da Naruto. Su consiglio di Motoi, Naruto tenta di superare la prima parte dell'allenamento alla Cascata della Verità affrontando il suo vero io, un Naruto malvagio e colmo d'odio e risentimento soprattutto nei confronti degli abitanti di Konoha che da piccolo hanno isolato Naruto lasciando nel baratro della solitudine mentre ora, dopo la sconfitta di Pain, lo chiamano eroe. Tuttavia, Naruto non è in grado di sconfiggere il suo doppione malvagio poiché entrambi possiedono stessa forza e stile di combattimento. |                  |                  |
| 244 | Killer Bee e Motoi 「キラービーとモトイ」 - Kirābī to Motoi | 12 gennaio 2012  | 21 maggio 2013   |
| 244 | Non riuscendo a sconfiggere la sua parte oscura, Naruto chiede a Motoi come Killer Bee sia riuscito a superare la prova. Motoi, confidando nel fatto che Naruto sia una forza portante, inizia a raccontare il difficile passato di Bee che, come Naruto e tutti gli altri Jinchuuriki (forze portanti), veniva tremendamente bullizzato dagli abitanti del villaggio ed allontanato. Motoi racconta anche che Bee, nonostante la solitudine e il dolore, si mostrasse sempre allegro canticchiando per le strade anche mentre gli tiravano le uova per cacciarlo. Naruto chiede a Motoi se può convincere Bee ad aiutarlo, ma egli rifiuta confessando che, in passato, tentò di assassinare Bee a causa del rancore che provava verso l'Ottocode che aveva attaccato il villaggio trent'anni prima provocando la morte di suo padre. Naruto si allontana, bisognoso di pensare a se stesso e alla sua parte oscura, mentre Yamato e Motoi vengono attaccati dal calamaro gigante. Bee interviene riuscendo a salvare Motoi che gli racconta la verità riguardo alle sue intenzioni passate. La forza portante risponde all'amico che non ne sa nulla, porgendo il pugno, proprio come facevano da giovani in segno di amicizia. |                  |                  |
| 245 | Naruto contro la Volpe a Nove Code 「さらなる試練! ナルトVS九尾!!」 - Saranaru shiren! Naruto bāsasu Kyūbi!! | 19 gennaio 2012  | 22 maggio 2013   |
| 245 | Naruto ritorna alla cascata e questa volta riesce a superare la prova parlando con la sua parte malvagia. Assieme a Bee e Yamato, Naruto oltrepassa la cascata e raggiunge l'area dove si svolgerà la seconda prova, un tempio sotterraneo. Bee spiega che Naruto dovrà affrontare il Novecode nel suo subconscio dopo avere sciolto il Sigillo Ottagonale. All'interno della sua mente, Naruto la saluta come un vecchio amico e libera la Volpe che inizia a scontrarsi con Naruto intuendo che quest'ultimo vuole sottomettere il suo potere rubandogli definitivamente il chakra, tuttavia lei può fare lo stesso a Naruto, che in modalità eremitica comincia lo scontro supportato da Bee. Questi spiega a Naruto che dovrà ingaggiare il demone in un tiro alla fune usando il chakra. Approfittando di una distrazione creata da Bee, Naruto cerca di colpire il Novecode con un Rasengan Titanico. |                  |                  |
| 246 | Bagliore arancione 「オレンジ色の輝き」 - Orenji-iro no kagayaki | 26 gennaio 2012  | 23 maggio 2013   |
| 246 | L'attacco di Naruto risulta inefficace e ritenta lanciando un Rasenshuriken contro la Volpe riuscendo a indebolirla, ma, quando cerca di estrarne il chakra, l'odio del Novecode si fonde con il chakra di Naruto che inizia la trasformazione. All'improvviso, appare Kushina, che riesce a fermare la trasformazione e a immobilizzare la Volpe grazie ad una rimanenza del suo chakra nel sigillo. Naruto, emozionato e curioso di sapere com'è avere una madre chiede subito come si sono innamorati lei e Minato. Kushina racconta a Naruto della sua infanzia, in cui veniva malmenata e bullizzata per via dei suoi rossi capelli, e di come ha conosciuto Minato e di come sia nato l'amore tra loro. |                  |                  |
| 247 | La Volpe sotto attacco 「狙われた九尾」 - Nerawareta Kyūbi | 2 febbraio 2012  | 24 maggio 2013   |
| 247 | Felice per avere finalmente conosciuto Kushina, Naruto riprende a combattere contro la Volpe in modalità eremitica e riesce a batterla e a rubarle il chakra. Kushina avverte Naruto che il tempo a sua disposizione sta per terminare, ma, prima, ella vuole raccontare come sono andati realmente i fatti il giorno dell'attacco della Volpe al villaggio sedici anni prima. Durante il parto di Naruto, Kushina era sorvegliata da Minato in quanto lei era la precedente forza portante del Novecode e l'Hokage non voleva rischiare che il sigillo si indebolisse. Nel frattempo, un misterioso individuo mascherato si avvicina al luogo del parto uccidendo le guardie per poi prendere Naruto come ostaggio. |                  |                  |
| 248 | La sfida fatale del Quarto Hokage 「四代目の死闘!!」 - Yondaime no shitō!! | 9 febbraio 2012  | 27 maggio 2013   |
| 248 | Tobi riesce a separare Minato e Kushina tenendo Naruto come ostaggio e, appena Minato salva suo figlio, porta via Kushina. Fuori dal villaggio, Tobi estrae la Volpe dal corpo di Kushina, pone sotto controllo il cercoterio con lo Sharingan e attacca Konoha. Kushina, facendo parte del clan Uzumaki del paese del Vortice, riesce a sopravvivere, per poco tempo, dopo l'estrazione del Kyuubi, mentre il Terzo Hokage e gli shinobi tentano di respingere la Volpe, Minato giunge in soccorso di Kushina e si scontra con l'uomo misterioso. Minato riesce ad avere la meglio mettendo in fuga Tobi grazie alla sua incredibile velocità con i justu di teletrasporto, riesce poi ad annullare il suo controllo sulla Volpe, che si scatena sul villaggio, ora senza l'influenza dello sharingan. |                  |                  |
| 249 | Grazie 「「ありがとう」」 - "Arigatō" | 9 febbraio 2012  | 28 maggio 2013   |
| 249 | I ninja della Foglia riescono a respingere la Volpe nella foresta grazie al Terzo Hokage Sarutobi, quindi, Minato porta con sé Kushina e Naruto, intrappolando poi la bestia con una barriera creata da Kushina in fin di vita. Minato sigilla dentro di sé metà chakra della Volpe e prepara il rituale per sigillare l'altra metà dentro Naruto rendendolo una forza portante. Nonostante Kushina sia inizialmente contraria, Minato spiega che per proteggere il villaggio, e così anche Naruto quello è l'unico modo poiché la volpe non può restare senza un Jinchuuriki o si creerebbe uno squilibrio, convincendo cosi Kushina definitivamente. I due decidono di sigillare anche le restanti parti del loro chakra dentro Naruto per poterlo rincontrare in futuro, in particolar modo Kushina sperava di vedere il figlio cresciuto. Proteggendo Naruto un'ultima volta da un enorme artiglio del Kyuubi che trapassa entrambi, Minato prima di morire attiva il Sigillo del Diavolo, i due genitori lo salutano augurandogli una vita felice. Al termine del racconto, Kushina svanisce abbracciando Naruto e ringraziandolo. |                  |                  |
| 250 | Scontro bestiale 「珍獣VS怪人! 楽園の戦い!」 - Chinjū bāsasu kaijin! Rakuen no tatakai! | 16 febbraio 2012 | 29 maggio 2013   |
| 250 | Essendo ora in grado di utilizzare il chakra della Volpe, Naruto riesce a scoprire Kisame nascosto dentro Samehada. Kisame riesce a fuggire con un rotolo contenente le informazioni ricavate, ma Gai si lancia all'inseguimento e attiva la settima porta del chakra. I due si scontrano sulla costa utilizzando le loro tecniche più potenti: Gai ricorre alla Tigre di mezzogiorno e Kisame allo Tecnica del mega proiettile marino. Inizialmente, il colpo di Kisame sembra avere il sopravvento, ma Gai riesce a colpire il suo avversario. |                  |                  |
| 251 | La storia di Kisame 「鬼鮫という男」 - Kisame to iu otoko | 23 febbraio 2012 | 30 maggio 2013   |
| 251 | Dopo essere stato sconfitto da Gai, Kisame viene bloccato dall'Arte del legno di Yamato. Aoba entra nella mente del ninja e assiste al ricordo di un giovane Kisame facente parte della squadra d'intelligence del Villaggio della Nebbia, ma con la missione di impedire la fuga di informazioni anche a costo di eliminare i suoi compagni. Anni dopo, per ordine del Mizukage, Kisame uccide il suo maestro, spia del villaggio, prendendo la spada Pelle di Squalo. A quel punto, interviene il Quarto Mizukage Yagura che, però, è controllato da Tobi. Prima che Aoba veda Tobi in volto, Kisame si risveglia e, pur di non rivelare nulla al nemico, si uccide lasciandosi divorare dagli squali da lui stesso evocati. Il rotolo con le informazioni raccolte viene recuperato, ma si rivela una trappola ed Akatsuki ottiene la posizione del Kyuubi e dell'hachibi (novecode ed ottocode). |                  |                  |
| 252 | L'angelo della morte 「死へいざなう天使」 - Shi e izanau tenshi | 1º marzo 2012    | 31 maggio 2013   |
| 252 | Tobi si dirige al Villaggio della Pioggia per impossessarsi del Rinnegan di Nagato, ma Konan è pronta a difendersi. La donna ricorda i momenti trascorsi con Yahiko, Nagato e Jiraiya e i giorni in cui Akatsuki, guidata da Yahiko, combatteva contro gli uomini di Hanzo. Durante lo scontro, Konan riesce a ferire Tobi e accusa l'Uchiha di avere sfruttato Akatsuki solo per impossessarsi del Rinnegan di Nagato, ma egli controbatte affermando il contrario, ossia che, in passato, fu proprio lui a convincere Yahiko a creare Alba e a donare il Rinnegan a Nagato. Konan tenta di finire l'avversario ricorrendo alla sua tecnica più potente. |                  |                  |
| 253 | Il ponte verso la pace 「平和への懸け橋」 - Heiwa e no kakehashi | 8 marzo 2012     | 3 giugno 2013    |
| 253 | Konan dimostra di conoscere bene il suo avversario e circonda Tobi con un'enorme quantità di carte bomba, ma l'Uchiha riesce a sopravvivere ricorrendo a Izanagi, tecnica oculare proibita, al prezzo del sacrificio di un occhio. Tobi trafigge Konan e, prima di finirla, tramite un'illusione creata con lo Sharingan, si fa rivelare l'ubicazione del corpo di Nagato allo scopo di prelevarne il Rinnegan. Konan rivive per l'ultima volta alcuni ricordi della vita con Jiraiya e i suoi compagni dove viene mostrato il suo grande amore Yahiko e Nagato nei confronti dei loro sogni. Nel frattempo, Tobi si trapianta un occhio di Nagato e riceve la pergamena mandata da Kisame, contenente le informazioni per scovare Naruto e Killer Bee. |                  |                  |
| 254 | Missione segreta di livello "S" 「ドS級極秘任務」 - Doesu-kyū gokuhi ninmu | 15 marzo 2012    | 4 giugno 2013    |
| 254 | Per proteggerlo da Alba e per impedire che scopra della guerra, Naruto deve completare una missione di livello S falsa. Aoba affida al ragazzo il compito di organizzare tutti gli animali presenti sull'isola (essa stessa una tartaruga gigante) e la missione ha inizio. Intanto, Kabuto si offre di raggiungere l'isola per catturare Naruto e Tobi gli mostra le forze armate di Alba: un esercito di circa centomila copie di Zetsu. Contemporaneamente, anche il comando delle forze ninja viene informato. Kabuto, accompagnato dal resuscitato Deidara, raggiunge il punto indicato da Kisame, ma non vi trova l'isola, ormai già in movimento, e viene attaccato dallo Tsuchikage, partito con Akatsuchi e Kurotsuchi alla volta dell'isola per dare supporto. |                  |                  |
| 255 | Il ritorno dell'artista 「芸術家再び」 - Geijutsuka futatabi | 22 marzo 2012    | 5 giugno 2013    |
| 255 | Mentre Naruto è impegnato nel rigoroso controllo degli animali, un serpente, evocato da Kabuto e creato usando le cellule di Manda, attacca l'isola. Mentre lo Tsuchikage e Akatsuchi inseguono Deidara, Kurotsuchi attacca Kabuto con l'Arte della Fusione. Intervengono anche Yamato, Aoba e Motoi (senza Naruto, ignaro di cosa stia accadendo). Kurotsuchi imprigiona Kabuto con l'Arte dell'acqua, ma questi riesce a liberarsi effettuando una muta e catturando Yamato. Dopo essere fuggito assieme a Manda II e avere richiamato Deidara, Kabuto porta il bottino a Tobi che, mostrando l'occhio con il Rinnegan, si prepara a scendere in guerra. |                  |                  |
| 256 | Adunata dell'esercito alleato 「集結! 忍連合軍!」 - Shūketsu! Shinobi rengōgun! | 29 marzo 2012    | 6 giugno 2013    |
| 256 | Dopo lo scontro con Deidara, le due forze portanti non sono più al sicuro e Onoki trasporta l'isola-tartaruga nei pressi del Villaggio della Nuvola mentre Bee insegna a Naruto a perfezionare il controllo del chakra della Volpe. Anko tenta di scovare Kabuto, il quale, assieme a Tobi, si occupa di Yamato. Il capitano viene risparmiato per potenziare l'esercito di Zetsu. Intanto, vengono istituite le squadre dell'alleanza in corpi speciali e nelle cinque divisioni dell'armata ninja che non porterà i simboli dei diversi villaggi, ma un unico coprifronte con la scritta "shinobi". Anche Alba raduna le proprie forze formate, oltre che di Zetsu, da alcuni fra i più potenti ninja mai esistiti, evocati da Kabuto tramite la Tecnica del Richiamo - Resurrezione, come i membri dell'organizzazione, forze portanti, precedenti Kage e ninja famosi. |                  |                  |
| 257 | Incontro 「出会い」 - Deai | 5 aprile 2012    | 7 giugno 2013    |
| 257 | L'episodio tratta, ancora una volta, l'infanzia dei membri del Team 7, ma con particolari nuovi: Naruto sa che i suoi genitori sono morti per difendere Konoha dalla Volpe, ma non sa che tipi di ninja erano in vita; quando era studente all'accademia, a prestargli il denaro sufficiente per sopravvivere era il Terzo Hokage e, infine, quando il maestro Iruka organizzava i combattimenti, Naruto veniva continuamente sconfitto da Sasuke. |                  |                  |
| 258 | Rivali 「ライバル」 - Raibaru | 12 aprile 2012   | 10 giugno 2013   |
| 258 | L'episodio, questa volta, tratta la saga dell'esame per diventare Chunin in maniera piuttosto sintetica nonostante contenga una particolare novità: durante l'allenamento per il controllo dell'alterazione delle proprietà del chakra per imparare il Mille Falchi, Kakashi mostra a Sasuke i foglietti speciali per verificare il tipo di chakra elementale del ninja. |                  |                  |
| 259 | Rottura 「亀裂」 - Kiretsu | 19 aprile 2012   | 11 giugno 2013   |
| 259 | L'episodio, questa volta, tratta la saga della ricerca di Tsunade e quella del ritorno di Itachi in maniera piuttosto sintetica nonostante contenga qualche novità: Sasuke, mentre viene picchiato da suo fratello, inizia a pensare che tutti gli allenamenti a cui si è sottoposto a Konoha non sono serviti a niente e, da lì, inizia la rottura con il Team 7. |                  |                  |
| 260 | Separazione 「離別」 - Ribetsu | 26 aprile 2012   | 12 giugno 2013   |
| 260 | Un nuovo episodio riassuntivo, relativo alla saga del Quartetto del Suono, dalla fuga di Sasuke dal villaggio fino al suo arrivo da Orochimaru, l'episodio si concentra, principalmente, su Naruto e Sasuke lasciando una piccola parte anche agli altri ninja decisi a salvare quest'ultimo. Nella battaglia della Valle dell'Epilogo sono state modificate alcune scene rispetto alla prima messa in onda rendendo l'episodio più fedele al manga. |                  |                  |
| 261 | Per il mio amico 「友のために」 - Tomo no tame ni | 3 maggio 2012    | 2 dicembre 2013  |
| 261 | Anko e i membri della sua squadra, seguendo le tracce lasciate, forse volutamente, da Kabuto, giungono nei pressi del nascondiglio di Alba dove, grazie al Byakugan, Tokuma Hyuga osserva gli spostamenti del nemico. Anko ordina, allora, ai tre membri del team di riportare le informazioni alla base mentre lei si avvicinerà per investigare, ma verrà, in seguito, scoperta da Kabuto e catturata. Nel frattempo, l'armata si allontana dal covo verso la battaglia: i ninja resuscitati e controllati da Kabuto muovono via terra mentre il numeroso esercito di Zetsu marcia sottoterra, un piccolo gruppo di ninja forma la squadra d'agguato che si sposterà, invece, via aria. Nel frattempo, Gaara si rivolge all'esercito alleato, formato, però, da ninja che nutrono rancore gli uni verso gli altri e pronuncia il suo discorso. |                  |                  |
| 262 | È guerra! 「開戦!」 - Kaisen! | 10 maggio 2012   | 3 dicembre 2013  |
| 262 | L'unità d'assalto dell'alleanza shinobi, capitanata da Kankuro, si imbatte con quella dell'Organizzazione Alba, composta da Deidara, Sasori, Chukichi e Shin, il "fratello" di Sai. Quest'ultima riesce a catturare, in precedenza, Ranka, Tokuma e Muta e Sasori li usa come marionette. Muta esplode con l'argilla di Deidara mentre gli altri due vengono salvati da un fendente di Omoi che recide i fili di chakra del marionettista. Infine, dopo avere detto a Sasori di avere superato la sua Tecnica Rossa Segreta con quella sua Nera, Kankuro richiama il vecchio corpo di Sasori. |                  |                  |
| 263 | Sai e Shin 「サイとシン」 - Sai to Shin | 17 maggio 2012   | 4 dicembre 2013  |
| 263 | Dopo avere visto il suo vecchio corpo, Sasori dice che non c'è meglio di un corpo immortale. Deidara usa Shin come una bomba e costringe Kankuro a usare la sua marionetta "Salamandra" per diminuire la forza dell'esplosione. Sai reagisce disegnando dei re e spedendo con un pugno Sasori e Deidara nelle marionette di Kankuro. Mentre Deidara decide di usare la sua tecnica più forte, Omoi lo trafigge con una spada cosparsa dal fulmine, il punto debole del nemico. Shin vede il disegno nel libro di Sai che libera la sua anima, cosa che accade anche a Sasori dopo avere detto a Kankuro di prendere le sue marionette "Madre" e "Padre" e che, prima di morire, deve cederle alla generazione successiva per conservare la sua arte in eternità. |                  |                  |
| 264 | I segreti della Resurrezione 「穢土転生の秘密」 - Edo Tensei no himitsu | 24 maggio 2012   | 5 dicembre 2013  |
| 264 | Killer Bee spiega a Naruto come effettuare la Teriosfera: per farla, Naruto deve trasformarsi nell'Enneacoda, ma fallisce trasformandosi in una versione di essa miniaturizzata. L'Ottacoda, invece, decide di spiegargli i rischi della nuova modalità e, non potendo trasformarsi nel Demone a Nove Code, Naruto decide di migliorare le sue vecchie tecniche nella modalità cercoterio. Mentre Naruto crea il Rasengan, Bee si accorge che esegue lo stesso procedimento della creazione della Teriosfera, solo che questa si può fare in forma umana e lo incita a modificare il Rasengan per trasformarlo nella tecnica dei cercoteri. Contemporaneamente, Kabuto spiega come resuscitare un morto con la Tecnica della Resurrezione e come fermarla su richiesta di Tobi. Intanto, inizia lo scontro tra la seconda divisione, comandata da Kitsuchi della Roccia, e i Zetsu Bianchi. |                  |                  |
| 265 | Il ritorno di un vecchio nemico 「宿敵との再会」 - Shukuteki to no saikai | 31 maggio 2012   | 6 dicembre 2013  |
| 265 | La notizia che le forze dell'Organizzazione Alba stanno marciando sottoterra raggiunge il capitano della quinta divisione Mifune che decide di mandare alcuni plotoni come rinforzo per la seconda divisione guidata da Kitsuchi. Nel frattempo, Sai, accompagnato da Omoi e Zaji, sta sorvolando il territorio e, individuato un gruppo di ninja nemici, li attacca con delle carte bomba. Lancia, quindi, il segnale che allerta la terza divisione guidata da Kakashi. Il gruppo di nemici si rivela essere formato da Zabuza, Haku e altri due ninja dotati di abilità innate. Questi, sotto il controllo di Kabuto, attaccano dapprima Sai per poi affrontare Kakashi e la sua divisione. Nel frattempo, Kabuto decide di non lasciar tempo all'avversario e richiama i restanti membri dei sette spadaccini della Nebbia. |                  |                  |
| 266 | Il primo e l'ultimo nemico 「最初の敵、最後の敵」 - Saisho no teki, saigo no teki | 7 giugno 2012    | 9 dicembre 2013  |
| 266 | Suigetsu e Jugo, accortisi della scarsa sorveglianza, riescono a evadere con successo dalla prigionia dei samurai. Intanto, la terza divisione dell'alleanza shinobi, capitanata da Kakashi, si scontra con i sette spadaccini della Nebbia, implacabili grazie alle loro straordinarie abilità; Zabuza su tutti che, con il suo Velo di Nebbia, crea non pochi problemi. Tuttavia, grazie a una strategia ideata da Kakashi in collaborazione con gli altri shinobi, il ninja riesce a mettere fine a questo scontro inframezzato da flashback che riguardano i due nemici/rivali. Infine, un individuo capace di rendersi invisibile si avvicina alla quarta divisione, ma Gaara è attento e si prepara all'ormai prossimo contatto col nemico. |                  |                  |
| 267 | Il genio della strategia 「木の葉の天才戦略家」 - Konoha no tensai senryaku-ka | 21 giugno 2012   | 10 dicembre 2013 |
| 267 | Kabuto non vuole lasciare all'alleanza shinobi il tempo di pensare e richiama sul campo di battaglia occupato dal battaglione di Gaara quattro dei più forti Kage della storia: Muu, il Secondo Tsuchikage dotato di Kekkai Touta (abilità innata capace di usare e combinare tre elementi invece di due come è più comune fra i Jonin), A, il Terzo Raikage (padre dell'attuale Raikage), il secondo Mizukage e il Quarto Kazekage (padre di Gaara). In particolare, Muu è un ninja dalle capacità straordinarie in grado di rendersi invisibile ai ninja sensoriali. |                  |                  |
| 268 | Sul campo di battaglia 「それぞれの激戦!!」 - Sorezore no gekisen!! | 28 giugno 2012   | 11 dicembre 2013 |
| 268 | Zetsu Nero (Kuro Zetsu) cerca di rapire i Daimyo rifugiati in una fortezza protetta da vari ninja dell'alleanza shinobi, ma si rivela una trappola per catturare eventuali assalitori. Zetsu riesce, comunque, a sfuggirvi e continua la sua ricerca dei Daimyo. Intanto, comincia il combattimento fra la prima compagnia guidata da Darui e i Zetsu Bianchi, scopriamo inoltre che ci sono diversi personaggi come Asuma Sarutobi, Hizashi Hyuga (padre di Neji) ed altri costretti a lottare contro in compagni in Edo Tensei (Resurrezione Impura). Altrove, il Terzo Tsuchikage Oonoki raggiunge il reggimento di Gaara per affrontare il Secondo Tsuchikage Muu, suo maestro quand'era in vita, il che rende Oonoki l'unico che può sconfiggerlo in quanto anche lui è dotato di Kekkai Touta. |                  |                  |
| 269 | Parole proibite 「NGワード」 - Enu jī wādo | 5 luglio 2012    | 12 dicembre 2013 |
| 269 | Inizia lo scontro fra Darui, Samui e Atsui contro i fratelli Kinkaku e Ginkaku. Il Raikage è preoccupato e vorrebbe intervenire nel combattimento in quanto è consapevole della forza dei due fratelli, ma Tsunade gli consiglia di lasciare il tutto ai suoi soldati e di rimanere alla base per poter comandare l'esercito. Mentre i Kage discutono, i due fratelli rilasciano quattro dei cinque tesori dell'Eremita delle Sei Vie e sigillano sia Atsui che Samui. Darui, tuttavia, riesce a sfuggire alle manovre dei due avversari e, dopo essersi impadronito di alcuni degli oggetti magici, riesce a sigillare Ginkaku. Per la rabbia, Kinkaku, che come il fratello possiede dentro di sé una parte del chakra della Volpe a Nove Code, si trasforma nella seconda versione della Volpe, provvista di sei code, e si prepara ad affrontare l'intera divisione di Darui. |                  |                  |
| 270 | Legami d'oro 「金色の絆」 - Kin'iro no kizuna | 19 luglio 2012   | 13 dicembre 2013 |
| 270 | Il Quarto Raikage, per fermare Kinkaku, ordina a Mabui di inviare l'orcio d'ambra a Darui. Intanto, quest'ultimo riceve l'ordine da Shikaku di resistere fino all'arrivo della formazione Ino-Shika-Cho che avrà il compito di sigillare Kinkaku proprio nell'orcio d'ambra. Grazie allo stratagemma della formazione Ino-Shika-Cho, questi ultimi riescono a sigillare Kinkaku, ma, proprio dopo la battaglia, appare Kakuzu che rivela ai ragazzi che Kabuto ha fra i suoi "resuscitati" anche il loro maestro Asuma. |                  |                  |
| 271 | La strada di Sakura 「ROAD TO SAKURA」 - Rōdo tu Sakura | 26 luglio 2012   | 16 dicembre 2013 |
| 271 | Ino vede improvvisamente Sakura cadere dal cielo. Al suo risveglio, la ragazza sembra, però, avere perso la memoria e anche le cose che riesce a ricordare risultano alquanto strane. I suoi amici, allora, si impegnano per farle recuperare la memoria, ma, quando accade, Sakura capisce di non essere la ragazza che loro credono di conoscere. |                  |                  |
| 272 | Mifune contro Hanzo 「ミフネVS半蔵」 - Mifune bāsasu Hanzō | 2 agosto 2012    | 17 dicembre 2013 |
| 272 | I ninja resuscitati sono all'inseguimento della squadra capitanata da Kankuro. L'ex-leader del Villaggio della Pioggia, Hanzo la Salamandra, è fra i ninja resuscitati e utilizza un veleno paralizzante per fermare gli avversari. Prima che le cose peggiorino, Mifune e i suoi samurai giungono in salvataggio del gruppo. Mentre Chiyo e Kimimaro affrontano i samurai, Mifune sfida Hanzo con il quale aveva già duellato in passato, occasione in cui Mifune perse lo scontro tuttavia Hanzo riconobbe in lui una grande forza data dal proteggere i suoi ideali, decise così di risparmiarlo. Durante lo scontro, Hanzo comprende di avere abbandonato i valori in cui credeva, che erano l'esatto motivo per cui Mifune era ancora in vita e non era stato ucciso nella loro battaglia precedente, e sceglie di redimersi utilizzando il suo veleno contro sé stesso, permettendo, così, all'esercito di sigillarlo. |                  |                  |
| 273 | Affetto sincero 「本当 の優しさ」 - Hontō no yasashisa | 9 agosto 2012    | 18 dicembre 2013 |
| 273 | La Squadra dieci, composta da Shikamaru, Choji e Ino, incontra nuovamente un vecchio nemico, Kakuzu, resuscitato grazie alla Resurrezione Impura. Mentre i tre sono pronti allo scontro, consapevoli del pericoloso avversario, Shikaku ordina ai tre di lasciare al team di Darui il compito di sigillare il redivivo e di occuparsi di un'altra persona, cioè il loro maestro Asuma Sarutobi, deceduto dopo lo scontro con Hidan. Il trio sembra molto preparato all'inizio dello scontro, soprattutto Shikamaru e Ino che, sotto l'ordine del loro stesso maestro, eseguono tecniche per concludere al più presto la battaglia; Choji tuttavia ricorda gli allenamenti con il Team 10 in cui Asuma lo riprendeva per la sua troppa gentilezza. Nell'istante in cui il loro maestro è in procinto di capitolare ancora una volta, Choji gli sferra un pugno con la Tecnica dell'Espansione Parziale, ma, al momento dell'impatto, quest'ultimo si ferma perché il suo cuore è troppo gentile e nobile e non potrebbe mai colpire uno dei suoi compagni, ma, anzi, sarebbe disposto a sacrificarsi per la loro incolumità, proprio come succedeva durante gli allenamenti con il Team 10. |                  |                  |
| 274 | Formazione Ino-Shika-Cho completa 「完璧な猪鹿蝶!!」 - Kanpeki na Inoshikachō!! | 9 agosto 2012    | 19 dicembre 2013 |
| 274 | Al fine di trovare una chance di vittoria, Choza, padre di Choji, offre una mano a Shikamaru e a Ino per sigillare il maestro Asuma mentre Choji è ancora bloccato e traumatizzato dal fatto che non riesce a sfoderare la sua rabbia contro il suo avversario. In un flashback, che mostra Choji quando era appena un Genin nel momento in cui aveva ricevuto gli orecchini secondo la tradizione dal suo clan, Choza, parlando con Asuma, gli confessa che il figlio è troppo debole e codardo e che verrà sconfitto subito in missione; il maestro, però, lo smentisce dicendogli che Choji è un ninja colmo di gentilezza e che, un giorno, questa si trasformerà in forza e sarà indispensabile per la protezione del villaggio. Choji, pensando a questo evento e al suo giuramento fatto davanti al padre come 16º capo del Clan Akimichi, si riprende e assume un atteggiamento fisico e psicologico diverso dal normale: si trasforma, infatti, in farfalla senza l'ausilio della pillola calorica diventando magro e alto e, con grande determinazione, riesce, finalmente, a colpire in pieno Asuma spedendolo alla squadra di sigillo. Prima di essere sigillato, Asuma afferma che la squadra Ino-Shika-Cho è completa e che non ha più niente da imparare. Infine, Choji, pieno di coraggio, prende il comando e giura di porre fine alla battaglia. |                  |                  |
| 275 | Messaggio dal cuore 「心の中の手紙」 - Kokoro no naka no tegami | 16 agosto 2012   | 20 dicembre 2013 |
| 275 | Naruto, che, in precedenza, aveva percepito la presenza di Kinkaku e Ginkaku sul campo di battaglia, esce dalla stanza dell'allenamento per capire cosa sta succedendo. Gli bloccano la strada Iruka e altri ninja della Foglia per impedirgli di scappare: Naruto entra in modalità eremitica e sente la sofferenza dei suoi amici decidendo subito di andare a combattere malgrado Iruka gli spieghi che la guerra è iniziata proprio per proteggere lui e Bee. Dopo la fuga di Naruto, Iruka chiede a Bee di seguirlo per proteggerlo; quest'ultimo afferma che Iruka è una persona molto importante e speciale per il ragazzo e che quest'ultimo tiene molto al suo parere, ma, al tempo stesso, non può, come Iruka già sapeva, fare a meno di scendere in battaglia per salvare i suoi amici. Bee accetta il compito di guardia del corpo di Naruto e le due forze portanti, insieme, distruggono una barriera rigenerante a trentasei strati che doveva tenerli bloccati. |                  |                  |

## DVD

### Giappone
Gli episodi della dodicesima stagione di Naruto: Shippuden sono stati distribuiti in Giappone anche tramite DVD, da ottobre 2012 a marzo 2013. Gli episodi 248 e 249 costituiscono lo speciale sulla nascita di Naruto mentre gli episodi dal 257 al 260 costituiscono lo speciale I due del destino, editi separatamente.
| N° | Data           | Dischi | Episodi | Extra |
| -- | -------------- | ------ | ------- | ----- |
| 1  | 1º agosto 2012 | 1      | 248-249 | /     |

| N° | Data             | Dischi | Episodi | Extra |
| -- | ---------------- | ------ | ------- | ----- |
| 2  | 5 settembre 2012 | 1      | 257-260 | /     |

| N° | Data            | Dischi | Episodi       | Extra |
| -- | --------------- | ------ | ------------- | ----- |
| 3  | 3 ottobre 2012  | 1      | 243-247       | /     |
| 4  | 7 novembre 2012 | 1      | 250-253       | /     |
| 5  | 5 dicembre 2012 | 1      | 254-256 e 261 | /     |
| 6  | 9 gennaio 2013  | 1      | 262-265       | /     |
| 7  | 6 febbraio 2013 | 1      | 266-270       | /     |
| 8  | 6 marzo 2013    | 1      | 271-275       | /     |